# Virginia Ramírez
Virginia Ramírez, född den 22 maj 1964 i Madrid, Spanien, är en spansk landhockeyspelare.
Hon tog OS-guld i damernas landhockeyturnering i samband med de olympiska landhockeytävlingarna 1992 i Barcelona.